# Mohamed Ould Bilal
Mohamed Ould Bilal, né le 10 décembre 1963 à Rosso, est un homme d'État mauritanien. Il est Premier ministre de Mauritanie du 6 août 2020 au 5 août 2024. 

## Biographie
Né le 10 décembre 1963 à Rosso, il est ministre de l'Équipement, de l'Urbanisme et de l'Habitat de 2007 à 2008.
Il est nommé Premier ministre le 6 août 2020.
Le 29 mars 2022, Mohamed Ould Bilal a présenté sa démission et celle de son gouvernement au président Mohamed Ould Ghazouani qui le reconduit à son poste. À la suite de l'élection présidentielle de 2024, il démissionne de nouveau et est remplacé par Moctar Ould Diay le 5 août 2024.